# Porstjärnen (Äppelbo socken, Dalarna)
Porstjärnen är en sjö i Vansbro kommun i Dalarna och ingår i Dalälvens huvudavrinningsområde.